# Wittelsbach-ház
A Wittelsbach-ház (németül: Haus Wittelsbach) bajor származású uralkodóház, melynek tagjai a 11. századtól uralkodtak Bajorországban a királyság 1918-as fennállásáig, valamint 1214 és 1805 között a Pfalzi grófság (majd választófejedelemség) uralkodóit is adták. A dinasztia tagjai eljutottak többek között a Német-római Birodalom császári címéig, továbbá a Magyar, a Dán, a Norvég, a Svéd, a Cseh és a Görög Királyság trónjára is.

## A dinasztia eredete
Számos legenda keletkezett a család származásával kapcsolatban. A történettudomány mai álláspontja szerint ősük a bajor Luitpolding-ház egyik leszármazottja, Berthold volt. A család tagjai kezdetben Scheyern grófjai néven szerepelnek a bajor történelemben, míg 1113-ban a bajorországi Wittelsbach (korabeli forrásokban Wittelinspach) várába nem költöztek. Az uralkodóház első jelentős tagja Ottó volt, aki I. (Barbarossa) Frigyes seregében zászlótartóként szolgált. Ottó vitézségével és hűségével többször kivívta a császár elismerését. Erre az időszakra esik a német Hohenstaufen és Welf dinasztiák küzdelme a német trónért. Amikor a bajor herceg, a Welf-házból származó XII. (Oroszlán) Henrik – München városának alapítója – ismételten összeütközésbe került a császárral, az uralkodó elvette tőle hercegségét, és Ottónak adományozta. 1180. szeptember 16-án I. Frigyes ünnepélyes keretek között Altenburgban Bajorország hercegi trónjára emelte I. (Wittelsbach) Ottót. A Wittelsbachok ettől kezdve 738 éven keresztül uralkodtak Bajorországban, és eközben a család tagjai számos más uralkodói trónt is megszereztek.
Pfalzot (a későbbi Alsó-Pfalzot) halála után 1214-ben ítélte II. Frigyes Előkelő Ottó hercegnek. Az ő halála után, Bajorország első felosztásakor (1253-ban) a ház két ágra szakadt:
- idősebb ág (bajor hercegek, 1214–): II. Mogorva Lajos utódai;
- ifjabb ág (rajnai palotagrófok, 1214–): I. Rudolf utódai;
  - neuburgi ág,
  - simmerni ág stb.

A két testvér háborúját Rudolf halála zárta le. Ezután Lajos kiegyezett Rudolf fiaival, akik a korábbi pfalzi tartományok mellé megkapták Bajorországnak egy részét is, amelyet ettől fogva Felső-Pfalznak neveztek.

## A Wittelsbach-ház uralkodói

### A Német-római Birodalmon belül

#### Német királyok és német-római császárok
- IV. (Bajor) Lajos német-római császár (király: 1314. november 25. – 1347. október 11., császár: 1328. január 17-től)
- Rupert német király (1400. augusztus 21. – 1410. január 6.)
- VII. (Bajor) Károly német-római császár (1742. január 24. – 1745. január 20.)

#### Cseh királyok
A Wittelsbachok a történelem folyamán kétszer is rövid időre megszerezték a cseh királyi címet:
- A harmincéves háborúban V. (Pfalzi) Frigyest mint a Protestáns Unió fejét a felkelő cseh rendek 1619. október 25-én királyukká választották. A Katolikus Liga serege azonban 1620. november 8-án a fehérhegyi csatában legyőzte a cseh rendek seregét, és Frigyes lemondott cseh királyságáról.
- Az osztrák örökösödési háborúban Károly Albert bajor választófejedelem, a későbbi VII. Károly német-római császár nem ismerte el a Pragmatica sanctiót, és elérte, hogy a cseh rendek 1741 decemberében királyukká válasszák. Ténylegesen nem uralkodott.

#### Bajor hercegek és választófejedelmek
Lásd: Bajorország uralkodóinak listája

#### Brandenburgi őrgrófok és választófejedelmek
- I. (Idős) Lajos V. Lajos néven bajor herceg (brandenburgi őrgróf: 1323. április – 1351. december 24.)
- II. (Római) Lajos VI. Lajos néven bajor herceg (brandenburgi választófejedelem: 1351. december 24. – 1365)
- VII. (Lusta) Ottó V. Ottó néven bajor herceg (brandenburgi választófejedelem: 1351. december 24. – 1373. augusztus 15.)

### A Német-római Birodalmon kívül

#### Magyarország

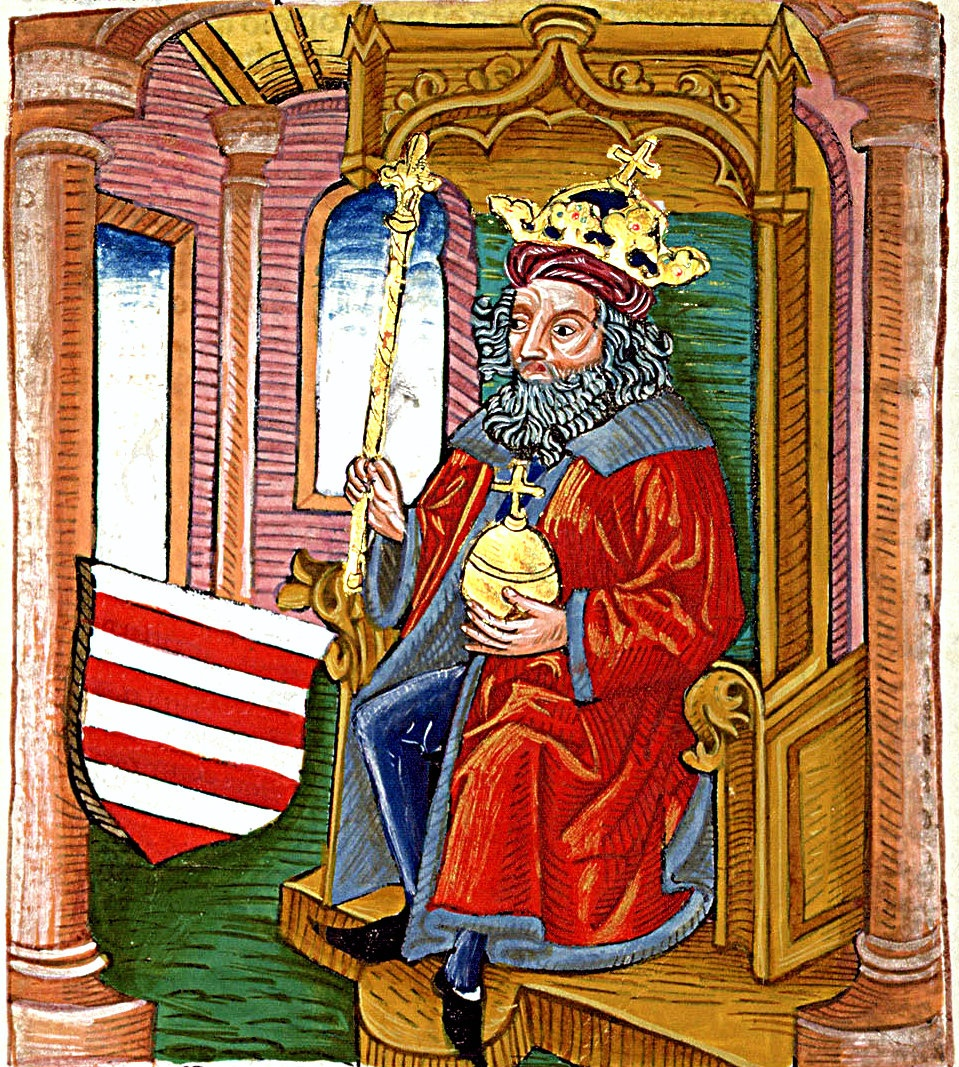
Bajor Ottó magyar király

- III. Ottó, Alsó-Bajorország hercege az Árpád-ház kihalása után leányági örökösödés címén Magyarország királya lett, 1305. december 6-án koronázták meg,[1] de a trónról rövid időn belül le kellett mondania.

#### Bajorország
A napóleoni háborúk idején IV. Miksa József bajor választófejedelem Franciaországot támogatta, ezért 1806. január 1-jén Napóleon hozzájárulásával Bajorország királyság lett. A bajor királyok is a Wittelsbach-házból kerültek ki:
- I. Miksa (bajor király: 1806. január 1. – 1825. október 13.)
- I. Lajos (1825. október 13. – 1848. március 20.)
- II. Miksa (1848. március 28. – 1864. március 10.)
- II. Lajos (1864. március 10. – 1886. június 13.)
- Ottó (1886. június 13. – 1913. november 5.)
- III. Lajos (1913. november 5. – 1918. november 7.)

#### Skandináv országok
- I. Kristóf svéd, dán és norvég király, a lemondatott XIII. Erik unokaöccseként 1440. április 9-én került trónra, 1448. január 6-áig uralkodott.
- A Vasa-házból származó Krisztina svéd királynő 1654. június 16-án történt lemondása után unokaöccse, X. Károly Gusztáv került a svéd trónra, és Svédország uralkodói 76 éven keresztül a Wittelsbach-ház oldalágából, a Pfalz-Zweibrückeni-házból származtak:
  - X. Károly Gusztáv (svéd király: 1654. június 16. – 1660. február 23.)
  - XI. Károly (1660. február 23. – 1697. április 15.)
  - XII. Károly (1697. április 15. – 1718. december 11.)
  - Ulrika Eleonóra (1719. január 23. – lemondott: 1720. március 24.)

#### Görögország
- I. Ottó (görög király: 1833. február 6. – 1862. október 24.)

## Az uralkodóház egyéb ismert tagjai
- Zsófia Friderika főhercegné (1805–1872), I. Ferenc József császár és király anyja
- Erzsébet királyné és császárné (1837–1898), Ferenc József felesége
- Auguszta főhercegné (1875–1964), József Ágost főherceg felesége